# Nombre de Rouse
Pour les articles homonymes, voir Rouse.
Le nombre de Rouse est un nombre adimensionnel utilisé en mécanique des fluides et plus particulièrement dans le calcul du transport de sédiments au sein de l'écoulement d'un fluide.
Il est défini comme le rapport entre la vitesse de chute du sédiment (notée {\displaystyle w_{s}} ) et la vitesse d'ascendance sur les grains, assimilée au produit de la constante de von Kármán ({\displaystyle \kappa }) avec la vitesse de cisaillement ({\displaystyle u_{*}}).
{\displaystyle Rouse={\frac {w_{s}}{\kappa u_{*}}}}

## Utilisations
Les valeurs du nombre de Rouse permettent d'identifier les modes de transports sédimentaires: charge de fond (charriage et saltation), charge en suspension et la charge flottante :
| Mode de transport             | Nombre de Rouse   |
| ----------------------------- | ----------------- |
| Charge de fond                | Rouse > 2,5       |
| Charge en suspension de 50 %  | 1,2 < Rouse < 2,5 |
| Charge en suspension de 100 % | 0,8 < Rouse < 1,2 |
| Charge flottante              | Rouse < 0,8       |